# Ben DiNucci
Benjamin Anthony DiNucci - nascido em 24 de novembro de 1996 -  é um jogador de futebol americano profissional que atualmente está como free agent. Ele jogou futebol americano universitário pela Universidade James Madison, localizada em Harrisonburg, Virginia e foi selecionado pelos Cowboys na sétima rodada do Draft de 2020 da NFL.